# 昌嬪安氏
昌嬪安氏（韓語：창빈안씨，1499年—1549年農曆十月十八日），朝鮮王朝中宗的後宮嬪御，父親為七品迪順副尉安坦大，母親為黃氏。
安氏於中宗二年（1507年）九歲（虛歲）入宮當宮女，被選入服侍中宗生母貞顯王后（慈順大妃），中宗十三年（1518年）受中宗寵幸，中宗十五年封為尚宮。
安氏1521年生下第一子永陽君李岠，1526年生下靜愼翁主李善環。1529年，安氏被封為從四品淑媛，在昌德宮受封淑媛牒紙。1530年生德興君李岹（後來的德興大院君）。1540年，安氏晉從三品淑容。中宗三十九年（1544年）中宗駕崩，安氏遵循三年守喪後，依照慣例應出宮，但是文定王后卻允准其仍住在宮中。

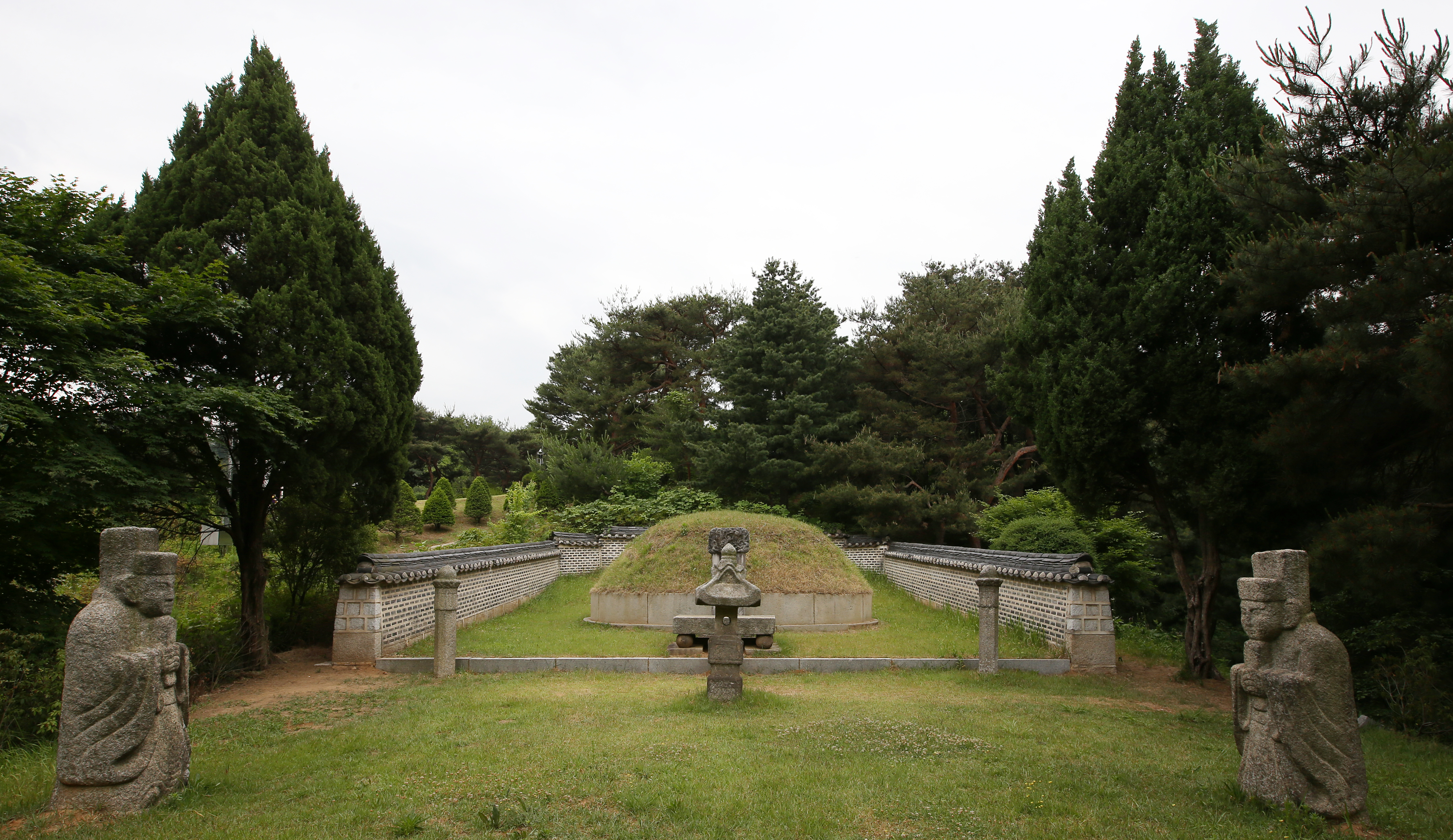
昌嬪安氏墓所

1547年，安氏回私宅，突然生重病，於明宗四年去世，其孫宣祖於宣祖十年（1577年）農曆三月二十四日追尊祖母安氏為正一品嬪位，賜封號昌，為昌嬪。。
昌嬪安氏的墓所位於今日首爾銅雀區銅雀洞，就在國立首爾顯忠院西面旁邊，愛國先烈之墓以南。

## 子女
| 关系 | 姓名           | 生卒年         | 配偶                     | 子女         |
| ---- | -------------- | -------------- | ------------------------ | ------------ |
| 長子 | 永陽君李岠     | 1521年－1562年 | 安芳香，順興安氏，郡夫人 | 興寧君李秀筌 |
| 次子 | 頤壽           | 不详           | 無                       | 早卒         |
| 三子 | 德興大院君李岹 | 1530年－1559年 | 河東府大夫人鄭氏         | 朝鮮宣祖李昖 |
| 長女 | 貞愼翁主李善環 | 1526年－1552年 | 清川尉韓景祐             | 韓璡         |

## 註解
1. ↑  宣祖 11卷, 10年(1577 丁丑 / 명 만력(萬曆) 5年) 3月 24日(辛亥)
○辛亥／傳曰：“安昭容追封爲嬪，鄭世虎贈領議政。宗廟將行親祭，諸事預備可也。”傳于三公曰：“河原、河陵、安滉，皆予之至親，河原、河陵皆陞正一品，安滉欲拜堂上職，何如？且大院君奉祀之人官爵，豈可四代而止？旣依宋家故事，而定之，則當依嗣濮王世襲之例，官爵酌定爲當。且永陽君無子，安昭容神主，不可使繼後之子奉祀。欲移于家廟祭之，何如？竝議啓：“三公回啓曰：“河原、河陵陞品無妨。安滉堂上太過，自上，斟酌除職爲當。奉祀人官爵及安昭容奉祀事，事體重大，請令禮官廣議定奪。”傳曰：“依啓。安滉除六品職可也。”
2. ↑  《璿源錄》
3. ↑  《淑容安氏墓碣銘》……男長岠。永陽君。次頤壽。早卒。次岹。德興君。女卽靜愼翁主。……